# Betty Boop's Bizzy Bee
Betty Boop's Bizzy Bee é um curta-metragem animado produzido pela Fleischer Studios em 1932, dirigido por Dave Fleischer. Estrelando Betty Boop, Bimbo e Koko the Clown.

## Enredo
Betty é o dona e operadora da Bizzy Bee, um popular food truck na cidade. Mesmo que os bolinhos sejam os únicos itens de comida no menu, o lugar está sempre cheio, graças ao lindo rosto de Betty Boop. Um hipopótamo entra no estabelecimento e em vão, pede frequentemente que alguém "passe o açúcar"; No final, todos ficam constipados e com dor de barriga.